# Ivanovo (Pančevo, Srbija)
Ivanovo  (ćir.: Иваново, mađarski: Sándoregyháza ) je naselje u općini Pančevo u Južnobanatskom okrugu u Vojvodini.

## Zemljopis
Naselje se nalazi 18 km od Pančeva i 35 km od Beograda .

## Povijest
Naselje su osnovali Bugari (banatski Bugari) i Nijemci 1868. godine, kasnije selo naseljavaju Mađari Sikuli iz Bukovine u Rumunjskoj.

## Stanovništvo
U naselju Ivanovo živi 1.131 stanovnika, od toga 916 punoljetnih stanovnika, a prosječna starost stanovništva iznosi 41,7 godina (40,2 kod muškaraca i 43,1 kod žena). U naselju ima 409   domaćinstava, a prosječan broj članova po domaćinstvu je 2,77.
| Etnički sastav 2002. |            |        |
| Narod                | Stanovnika | %      |
| Mađari               | 452        | 39,96% |
| Bugari               | 307        | 27,14% |
| Srbi                 | 223        | 19,71% |
| Jugoslaveni          | 24         | 2,12%  |
| Slovaci              | 15         | 1,32%  |
| Makedonci            | 13         | 1,14%  |
| Hrvati               | 9          | 0,79%  |
| Rumunji              | 5          | 0,44%  |
| ostali               | 13         | 1,14%  |
| nepoznato            | 9          | 0,79%  |

| broj stanovnika | 2169  | 2196  | 2066  | 1893  | 1947  | 1439  | 1131  |
|                 | 1948. | 1953. | 1961. | 1971. | 1981. | 1991. | 2001. |

## Vanjske poveznice
- Položaj, vrijeme i udaljenosti naselja  Arhivirana inačica izvorne stranice od 17. ožujka 2008. (Wayback Machine)